# Marschall (Familienname)
Marschall ist ein vom Rang des Marschalls abgeleiteter Familienname. Die Etymologie des Namens findet sich unter Marshall.

## Namensträger

### A
- Andreas Marschall (Klavierbauer) (1783–1842), Klavierbauer
- Andreas Marschall (* 1961), deutscher Künstler
- Anja Marschall (* 1962), deutsche Schriftstellerin und Publizistin
- August Dietrich Marschall (1750–1824), deutscher Erbmarschall in Thüringen, Freimaurer und Illuminat

### B
- Bernhard Marschall (1888–1963), deutscher Prälat
- Bernhard Marschall (Mediziner), Mediziner und Hochschullehrer
- Birgit Marschall (* 1963), deutsche Journalistin
- Bolesław Marschall (1938–2023), polnischer Bildhauer
- Brigitte Marschall (* 1957), österreichische Theaterwissenschaftlerin

### C
- Christian Marschall (1922–1999), deutscher Synchronsprecher
- Christine Marshall (* 1986), US-amerikanische Schwimmerin
- Christoph von Marschall (* 1959), deutscher Journalist
- Colin Marschall (* 1960), deutscher Fußballspieler

### D
- Dennis Marschall (* 1996), deutscher Automobilrennfahrer
- Dietrich Marschall († 1604), Erbmarschall in Thüringen, kursächsischer Hofbeamter und Rittergutsbesitzer in Herrengosserstedt

### E
- Edmund Marschall (1903–1954), deutscher Operettenkomiker und Spielleiter
- Elisabeth Marschall (1886–1947), deutsche Oberschwester
- Emil Marshall (* 2000), deutscher Basketballspieler
- Ernst von Marschall (* 1958), deutscher Dirigent
- Ernst Dietrich Marschall (1692–1771), kaiserlicher österreichischer General

### F
- Ferdinand Marschall (1924–2006), österreichischer Fußballschiedsrichter
- Ferenc Marschall (1887–1970), ungarischer Jurist und Politiker
- Frank Marshall (Schachspieler) (1877–1944), US-amerikanischer Schachspieler
- Frank Marshall (Produzent) (* 1946), amerikanischer Filmproduzent, Filmregisseur und Schauspieler
- Frank Marshall, Baron Marshall of Leeds (1915–1990), britischer Politiker und Rechtsanwalt
- Frank Marshall i King (1883–1959), katalanischer Pianist, Komponist und Musikpädagoge
- Franz Marschall (1916–1983), Schweizer Agrarwissenschaftler
- Friedrich Wilhelm Marschall (1622–1693), Erbmarschall in Thüringen und Rittergutsbesitzer in Herrengosserstedt und Zöbigker

### G
- Georg Marschall (Maler) (1871–1956), deutscher Maler und Bildhauer
- Georg Marschall (Gebietskommissar) (1903–??), deutscher Gebietskommissar
- Gerhard Marschall (* 1952), österreichischer Journalist
- Godfried Marschall (1840–1911), österreichischer Geistlicher, Weihbischof von Wien
- Günther Marschall (Architekt, 1913) (1913–1997), deutscher Architekt
- Günther Marschall (Architekt, 1949) (* 1949), österreichischer Architekt

### H
- Hannelore Marschall-Oehmichen (1931–2003), deutsche Puppenschnitzerin, Synchronsprecherin und Theaterleiterin
- Hanns Marschall (1896–1966), deutscher Schriftsteller und Drehbuchautor
- Hanns-Joachim Marschall (1927–1999), deutscher Schauspieler, Theaterleiter und Synchronsprecher
- Hans Marschall (Politiker) (1893–1970), deutscher Politiker (DDP, LDPD) und Publizist
- Hans Marschall (Physiker) (1913–1986), deutscher Physiker und Hochschullehrer
- Hans Dietrich Marschall von Bieberstein (1643–1687), sachsen-weißenfelsischer Kammerrat
- Hans Wilhelm Marschall († 1677), Erbmarschall in Thüringen

### I
- Inge Marschall (* 1943), Schauspielerin

### J
- Johann Adolph Marschall (1643–1693), deutscher Hofbeamter
- Josef Marschall (Künstler) (1887–1917), deutscher Maler und Ansichtskartenkünstler
- Josef Marschall (Schriftsteller) (1905–1966), österreichischer Schriftsteller
- Josef Marschall (Politiker) (1907–1986), österreichischer Politiker
- Joseph Marschall (1865–1924), Schweizer Architekt
- Julius Marschall (1888–??), deutscher Politiker
- Jürgen Marschall (1958–2020), deutscher Puppenschnitzer

### K
- Ken Marschall (* 1950), US-amerikanischer Künstler
- Klaus Marschall (* 1961), deutscher Regisseur
- Klaus Marschall (* 1971), deutscher Autor
- Kurtis Marschall (* 1997), australischer Stabhochspringer

### M
- Manfred Marschall (1937–2004), deutscher Politiker (SPD)
- Maria Marschall-Solbrig (1897–1979), deutsche Lyrikerin, Politikerin und Bibliothekarin, siehe Hans Marschall (Politiker)
- Marita Marschall (* 1958), deutsche Schauspielerin
- Matern von Marschall (* 1962), deutscher Politiker (CDU), MdB

### N
- Nicola Marschall (1829–1917), amerikanischer Künstler

### O
- Olaf Marschall (* 1966), deutscher Fußballspieler
- Olaf Marschall (Fußballspieler, 1973) (* 1973), deutscher Fußballspieler
- Otto Marschall (1857–1935), deutscher Politiker

### P
- Philipp Marschall (* 1988), deutscher Biathlet und früherer Skilangläufer

### R
- Robert Marschall (Künstler) (* 1954), österreichischer Maler und Bildhauer
- Robert Marschall (* 1966), österreichischer Politiker (EU-Austrittspartei)
- Rudolf Marschall (Bildhauer) (1873–1967), österreichischer Bildhauer und Medailleur
- Rudolf von Marschall (Landrat) (1820–1890), preußischer Kammerherr, Geheimer Regierungsrat und Landrat des Kreises Langensalza
- Rudolph Levin Marschall (1605–1673), kursächsischer Kammerherr

### S
- Samuel von Marschall (1683–1749), preußischer Minister
- Sigrid Herrmann-Marschall (* 1964), deutsche Bloggerin
- Stefan Marschall (* 1968), deutscher Politikwissenschaftler und Hochschullehrer
- Stuart Marshall (1949–1993), britischer Filmregisseur
- Susanne Marschall (* 1963), deutsche Geisteswissenschaftlerin und Hochschullehrerin

### T
- Theodor Marschall (August Ferdinand Theodor Graf Marschall auf Burgholzhausen; 1791–1867), königlich-sächsischer Kammerherr und Oberforstmeister

### U
- Ulrich Marschall genannt Greiff (1863–1923), deutscher Generalmajor

### V
- Vinzenz Marschall (1889–1959), deutscher Künstler

### W
- Werner Marschall (1927–2021), deutscher katholischer Theologe und Kirchenhistoriker
- Wilhelm Marschall (1886–1976), deutscher Admiral
- Wolf Marschall, deutscher Hofbeamter der Wettiner, Rittergutsbesitzer in Herrengosserstedt

Marschall ist der Name von adligen Familien, die dieses Erbamt als Familiennamen annahmen:
allgemein:
- Marschall (Adelstitel), Marschall als Titel oder Namensbestandteil von Adelsgeschlechtern

speziell:
- der aus Sachsen stammenden Familie Marschall von Bieberstein
  - Ernst Franz Ludwig Marschall von Bieberstein (1770–1834), deutscher Politiker
  - Christoph von Marschall (* 1959), deutscher Journalist
- der aus Thüringen stammenden Familie Marschall (thüringisches Adelsgeschlecht):
  - Rudolph Marschall (* um 1400–um 1460), deutscher Ritter
  - Ludwig Ernst Marschall (1575–1652), Erbmarschall von Thüringen
  - Georg Rudolph Marschall (1550–1602), Erbmarschall in Thüringen, Kriegsrat und Obrist
  - Hans Melchior Marschall (1602–1628), Soldat
  - Wolf Friedrich Marschall (1687–1752), Erbmarschall in Thüringen, Kammerherr des Königs von Polen und Kurfürsten von Sachsen
  - Ernst Dietrich Marschall von Burgholzhausen (1692–1771), österreichischer General, siehe Ernst Dietrich Marschall
  - August Dietrich von Marschall auf Burgholzhausen (1750–1824), Erbmarschall in Thüringen, Freimaurer und Illuminat, siehe August Dietrich Marschall
  - Rudolf Levin Freiherr Marschall von Altengottern (1820–1890), Kammerherr, Landrat und Mitglied im Preußischen Herrenhaus
  - Wolf Rudolf Freiherr Marschall von Altengottern (1855–1930), General der Kavallerie
  - Wolf Freiherr Marschall von Altengottern (1962–2013), Politiker (CDU) und Kirchenfunktionär